# انگین بنلی
انگین بنلی (انگلیسی: Engin Benli؛ زادهٔ ۲۳ فوریهٔ ۱۹۷۰) بازیگر، و بازیگر سینما اهل ترکیه است. وی از سال ۱۹۹۵ میلادی تاکنون مشغول فعالیت بوده‌است.

.

## زندگی نامه
او در سال 1970 در بورنووا به دنیا آمد. او اصالتاً تاتاری است . بنلی تحصیلات ابتدایی خود را در اونجا به پایان رساند. پدرش در یک سانحه رانندگی فوت کرد. بنلی پس از اتمام تحصیلات دبیرستانی خود در بخش تراشکاری و ترازسازی یک دبیرستان حرفه ای صنعتی ، در دوران جوانی در مشاغل بسیاری از جمله کار در کارخانه، بازاریاب، مدلینگ و بازاریابی مشغول به کار شد. او در بسیاری از ورزش ها مانند فوتبال , بوکس , تکواندو , کونگ فو و شمشیربازی فعالیت داشت . او یک بازیکن مجاز بسکتبال در گوزتپه بود . 
بنلی که در دوران دبستان به تئاتر علاقه داشت، اولین گام خود را در زندگی حرفه ای در دانشگاه برداشت. پس از تماس مادرش با مدیر تئاتر دولتی ازمیر، او برای امتحانات کنسرواتوار در ازمیر آماده شد و با قبولی در امتحانات به اسکی شهیر رفت.